# フリッキー
『フリッキー』 (FLICKY) は、セガが開発し、日本では1984年5月よりアーケードゲームとして稼働を開始した横スクロールアクションゲーム。アーケード版はシステム基板として「セガ・システム1」を使用している。セガの家庭用ゲーム機や、当時のホビーパソコンにも移植された。 

## 概要
かわいい動物キャラクターたちと、やや癖のある操作性を特徴とする、アイテム回収型面クリアタイプのアクションゲーム。フリッキーを始めとした可愛らしい動物キャラクターたちは、2Dのドットで描かれている。アーケード版のパンフレットに記載されたキャッチフレーズは「おもわずニッコリ ハッピービデオゲーム」。
青い小鳥「フリッキー」を操作し、敵キャラクターである猫やトカゲの追っかけを避けながら、テラスに散らばった迷子の子鳥「ピヨピヨ」たちを回収して、家（ドア）まで連れ帰るのが目的。すべての「ピヨピヨ」を家まで連れ帰るとラウンドクリア。
フリッキーの動きには慣性があり、左右の方向転換や静止時には若干滑る動きをする。この操作性を把握し、いかに的確にクリアしていくかというパズル的な側面もある。一度にたくさんのピヨピヨを連れ帰るとボーナス点、早くラウンドをクリアするほどタイムボーナスがもらえ、規定面数ごとにボーナスラウンド（後述）もあり、これらを活用することでハイスコアが狙えるようになっている。
セガ発売の移植版として、同社のゲーム機のSC-3000/SG-1000版、メガドライブ版、セガサターン版、およびアストロシティミニ版などがある。メガドライブ版からの移植も多い。他社へのライセンスにより当時のパソコンにも移植された。携帯電話ゲームとしてもリリースされた。

### 基本ルール
サイドビューの画面上にいるフリッキーを操作し、迷子になったピヨピヨを回収し、家に連れ帰る。画面内に配置されたピヨピヨを全て家に連れ帰るとラウンドクリア。フリッキーが敵キャラクターに触れると1ミスとなり、残数を一つ失う。全て失うとゲームオーバーとなる。得点が規定に達すると、残数が1増える（アーケード版は3回まで。規定得点は店舗側の設定による）。
アーケード版はボーナスラウンドを含めて全48面（ラウンド）のループゲームで、ラウンドごとに床やピヨピヨの配置が異なる。48面クリアごとに1面のステージ配置に戻る。ラウンド表記は99でカンストし、256面をクリアすると、ピヨピヨの配置と配分を除き1周目と同じ難易度の1面に戻る。ゲームオーバーになるまでエンドレスでプレイできる。
ステージとなるテラスはフリッキーの動きに応じて左右にスクロールする。テラスの大きさはちょうど1画面分で、左右はつながっている。投げた武器（後述）のみ、画面の左右端をまたぐと消滅する。
敵キャラクターは、低次面ではドラネコの「ニャンニャン」が2匹のみ出現。特定のラウンド以降はトカゲの「チョロ」1匹も追加で出現する（SG-1000版や携帯電話版を除く）。これらの敵は、スタート時や倒されたことで規定数いないときに、ステージに2つ配置された猫通用口のような入り口（正式名称は未公表）から出現する。高次面になっても敵の数が前述以上に増えることはない。

### フリッキーの操作
レバーでの左右移動と、ジャンプボタンでフリッキーを操作する。左右にレバーを入れた状態では、床の上を左右に移動しつづける。ジャンプの高さは、ボタンの押した長さによらず一律である。
ステージ上には床が配置されており、ジャンプ中や床に切れ目がある場合は重力に沿って落下する。落下やジャンプ中にも、左右の動きをある程度制御可能。フリッキーの左右移動には慣性があり、動き始めは加速するほんのわずかの間があり、静止時や方向転換はそれまでの移動方向に少し滑ってから行われる。
フリッキーは方向にかかわらず床や壁を通り抜けることはできず、当たると跳ね返されるため、上下の床への移動は、床の途切れた場所でのみ行える。上段に移動するには、床の切れ目を目がけてジャンプする必要がある。また、横から床や壁に当たると、反対方向にはじき飛ばされる。

### 武器
ステージ内には武器（日用品やおもちゃ）が6個落ちており、フリッキーが触れると拾って持つ。持っているときにジャンプすると、フリッキーが向いている攻撃に蹴飛ばす。蹴飛ばした武器は勢いを付けて一定の距離を転がっていき、敵（ニャンニャン、チョロ）に当たると撃退できる。
蹴飛ばす方向はレバーを入れた向きではなく、慣性に基づいた移動方向のため、とっさに反対方向にレバーを入れても、思った方向に蹴飛ばせない場合がある。また、武器を持ったままジャンプできないため、手放すまではフリッキーよりも上にいるピヨピヨを回収できない。
蹴飛ばした武器は敵キャラクターを貫通するため、複数の敵キャラクターを一度に倒すこともできる。武器で敵を倒した際、ダイヤが出現することがあり、取得するとボーナス点が得られる（携帯電話版など、移植版によっては出現しない）。
一度取得した武器は、ミス後のリスタート時のみ復活する。武器はトンカチや鉢植え、瓶など、ラウンドによって種類が異なるが、いずれも効果や投げたときの動きは同じである。

### ピヨピヨ
ピヨピヨはゲーム開始時直後の1面・2面（2周目以降や256面クリア後を除く）のみ6羽、以降は8羽がステージに配置されている。少し先のラウンドに進むと、8羽のうち「つっぱりピヨピヨ」が最大4羽まで含まれるようになる。
ピヨピヨは最初は空中で静止しており、フリッキーが触れて回収すると、後ろに行列を作ってついて回る動きをする。ピヨピヨの行列が敵のニャンニャンに触れると、そこで列が途切れ、列から切り離されたピヨピヨはついてこなくなり、勝手に歩き回ってしまうため、再び回収する必要がある。ミスした場合も、連れていたピヨピヨの列がその場でばらばらに崩れた状態からのリスタートとなる。多数のピヨピヨを引き連れていると列が長くなるため、ニャンニャンに接触する可能性も高くなる。
列から離れたピヨピヨは、その場を往復し、あまり遠くまでは動き回らないが、サングラスをかけた「つっぱりピヨピヨ」は、通常のピヨピヨと違い、往復せず広範囲を歩き回る。

### ボーナス得点
- 1個の武器で敵をまとめてやっつけると、得点が200点・400点・800点と増加する。
- ピヨピヨを一度にまとめて家に連れて帰ると、1羽あたりの得点が100点から最高5000点まで増加する。
- 敵を武器でやっつけたあと、たまに出現するダイヤを拾うと、100点～3000点のボーナス点が得られる。ピヨピヨをたくさん連れているほど高得点となる。
- 59秒以内にラウンドクリアするとタイムボーナスがもらえる。19秒以内でクリアすることで最高の20000点を獲得できる。
- 4面から10面、以降8面ずつごとに、すべてのラウンドで規定秒数内にまとめて8匹を家に連れて帰ってクリアすると、窓から隠しキャラクターが出現して1万点～100万点のボーナス点が得られる。

| ラウンド | 規定秒数 | ボーナス得点 | 隠しキャラクター |
| -------- | -------- | ------------ | ---------------- |
| 4～10面  | 29秒     | 10,000点     | 手を振る女性     |
| 12～18面 | 34秒     | 50,000点     | ペンゴ           |
| 20～26面 | 39秒     | 100,000点    | ミス・フリッキー |
| 28～34面 | 49秒     | 500,000点    | うさぎ           |
| 36～42面 | 59秒     | 1,000,000点  | 背中を向けた女性 |
| 44～52面 | 59秒     | 1,000,000点  | 手を振る女性     |

### ボーナスラウンド
3面および、以降4面ごとに登場する。画面下方の左右から、ニャンニャンがピヨピヨをシーソーで投げ飛ばすため、進行方向に向かって網を持ったフリッキーを操作してキャッチする。網の部分だけでなく、フリッキー自体がピヨピヨに触れてもキャッチ可能。ピヨピヨ1羽あたり250点を獲得し、20羽すべてのピヨピヨをキャッチできた場合は、さらにパーフェクトボーナスとして10000点を獲得できる。このラウンドにおいてもフリッキーの移動挙動は同じで、左右方向への慣性効果がある。
ピヨピヨは4匹ずつをひとかたまりの列として5回に分けて投げ出される。低次面ではピヨピヨの軌道は自由落下であり、ひとかたまりのピヨピヨが同じ軌道を通って落下してくる。高次面では、ひとかたまりのピヨピヨの落下地点が分散したり、風に吹かれたようなトリッキーな動きをしたりと、変化に富んだ動きとなる。

## 登場キャラクター
フリッキー（FLICKY）
本作の主人公であり、プレイヤーが操作する青い小鳥。SG-1000版の説明書ではピヨピヨのお母さんとされているが、本来はスズメという設定であった。
ピヨピヨ（PIOPIO）
黄色いヒヨコ。おとなしく、フリッキーによって回収後に列から離れてしまっても、その場の狭い範囲を左右往復するだけであまり移動しようとしない。
つっぱりピヨピヨ（PIOPIO）
サングラスをかけたピヨピヨで、フリッキーに回収されて列の中にいるときまではおとなしいが、列から離れると勝手気ままに歩き回る。つっぱりピヨピヨという呼称はSG-1000版の説明書に記載されたもの。
ニャンニャン（NYANNYAN）
フリッキーを追うドラネコ。床の切れ目や上段にジャンプできる場所に差し掛かると一度立ち止まり、ジャンプあるいは方向転換してくる。ジャンプ時に床の上に飛び乗るのではなく、床めがけてジャンプし、床にぶつかって跳ね返り、移動方向を反転しながら段を変えてくるなど、トリッキーな動きもあるため、注意が必要。フリッキーが触れると1ミス。連れているピヨピヨたちの行列が触れると、ミスにはならないが、そこで列が途切れてしまう。
チョロ（CHORO）
特定のラウンド以降で登場する、フリッキーを追うトカゲ。ニャンニャンと違い、ジャンプはせず、床や壁に沿って這うようにチョロチョロと動き回ったり、垂直に移動して別の床に移ったりする。フリッキーが触れると1ミス。
怪獣
フリッキー狙う怪獣。フリッキーをしばらく移動させないか、ラウンドクリアに時間がかかっていると、ステージ内に1つだけある大きい窓を破って顔を出し、炎の玉を吐き出してくる。怪獣の顔、炎の玉のどちらもフリッキーが接触すると1ミスとなる。

## 移植版
20世紀から2000ゼロ年代までは多数のパソコン、家庭用ゲーム機、携帯電話用のアプリゲームとして移植されていた。
2010年代以降の移植は少ないが、Steamのような仮想ゲームコンソールサービスや、復刻系家庭用ゲーム機でリリースされている。
| No. | タイトル                                     | 発売日                                           | 対応機種                                                     | 開発元               | 発売元                | メディア | 型式                                                                           | 備考                                                                                 |
| --- | -------------------------------------------- | ------------------------------------------------ | ------------------------------------------------------------ | -------------------- | --------------------- | --- | ------------------------------------------------------------------------------ | ------------------------------------------------------------------------------------ |
| 1   | フリッキー                                   | 1984年                                           | SC-3000 SG-1000                                              | 第2AM研究開発部      | セガ                  | 256キロビットロムカセット                                                                                                | G-1036                                                                         |                                                                                      |
| 2   | フリッキー                                   | 1985年11月                                       | PC-8001mkII/SR PC-8801/mkII/SR X1(X1D使用不可)               | マイクロネット       | マイクロネット        | カセットテープ(PC80のみ) フロッピーディスク                                                                              | -                                                                              | SR内蔵FM対応                                                                         |
| 3   | フリッキー                                   | 1986年                                           | MSX FM-7 MZ-2000/MZ-2200 MZ-2500                             | マイクロネット       | マイクロネット        | MSX ロムカセット FM-7 5インチフロッピーディスク・カセットテープ MZ:カセットテープ                                        | MSX:MR-400005                                                                  |                                                                                      |
| 4   | フリッキー                                   | 1990年12月26日 1991年4月 1991年9月               | メガドライブ                                                 | セガ                 | セガ                  | ダウンロード （ゲーム図書館） ロムカセット                                                                               | 1022                                                                           |                                                                                      |
| 5   | ワンダーメガコレクション                     | 1992年4月1日                                     | メガCD                                                       | セガ                 | 日本ビクター          | CD-ROM | CDS-135                                                                        |                                                                                      |
| 6   | ゲームのかんづめ Vol.1                       | 1994年3月18日                                    | メガCD                                                       | セガ                 | セガ                  | CD-ROM | G-6032                                                                         |                                                                                      |
| 7   | ゲームのかんづめ お徳用                      | 1995年6月1日                                     | メガドライブ                                                 | セガ                 | セガ                  | ダウンロード （セガチャンネル）                                                                                          | -                                                                              |                                                                                      |
| 8   | SEGA AGES/メモリアルセレクション VOL.1       | 1997年2月28日                                    | セガサターン                                                 | セガ                 | セガ                  | CD-ROM | GS-9135                                                                        | アーケード版の移植                                                                   |
| 9   | フリッキー                                   | 2000年6月1日                                     | ドリームキャスト                                             | セガ                 | セガ                  | ダウンロード （ドリームライブラリ）                                                                                      | -                                                                              | メガドライブ版の移植 2003年1月31日配信終了                                           |
| 10  | Ultra2000 セガメモリアルセレクション         | 2001年6月1日                                     | Windows                                                      | セガ                 | メディアカイト        | CD-ROM | -                                                                              | アーケード版の移植                                                                   |
| 11  | フリッキー                                   | 2001年7月上旬                                    | Jフォン                                                      | セガ                 | セガ                  | ダウンロード (SEGA AGES)                                                                                                 | -                                                                              | 同年9月4日にリニューアルして再配信                                                   |
| 12  | ソニック メガコレクション                    | 2002年12月19日 2003年3月7日                      | ゲームキューブ                                               | セガ                 | セガ                  | 8センチ光ディスク | DOL-GSOJ-JPN DOL-GSOP-EUR                                                      | アーケード版の移植                                                                   |
| 13  | フリッキー                                   | 2003年3月17日                                    | mova504iシリーズ （iアプリ）                                 | セガ                 | セガ                  | ダウンロード （ソニックカフェ）                                                                                          | -                                                                              |                                                                                      |
| 14  | 遊遊 セガメモリアルセレクション              | 2004年6月18日                                    | Windows                                                      | セガ                 | メディアカイト        | CD-ROM | -                                                                              | アーケード版の移植、廉価版                                                           |
| 15  | ソニック メガコレクション プラス             | 2004年11月2日 2004年12月9日 2005年2月4日         | PlayStation 2 Xbox                                           | セガ                 | セガ                  | DVD-ROM | PS2: SLUS-20917 SLPM-65758 SLES-52998 XB 64057 ZD6-00003                       | アーケード版の移植                                                                   |
| 16  | メガドライブ プレイTV                        | 2004年9月9日                                     | メガドライブ プレイTV                                        | セガ                 | セガトイズ            | プリインストール | -                                                                              | 本体にあらかじめ収録されている6タイトルの中の一つ。 ジェネシス版（北米版MD）を収録。 |
| 17  | フリッキー                                   | INT 2010年10月26日                               | Windows                                                      | セガ                 | セガ                  | ダウンロード (Steam) | 71111                                                                          | メガドライブ版の移植                                                                 |
| 18  | Sega Genesis Classics                        | 2018年5月29日 Switch 2018年12月7日 2018年12月6日 | Linux macOS PlayStation 4 Xbox One Nintendo Switch           | d3t セガ             | セガ                  | ダウンロード (Steam、PlayStation Store、 Microsoft Store、 ニンテンドーeショップ) BD-ROM Nintendo Switch専用ゲームカード | PS4: CUSA-10828 CUSA-09771 XBO: INL-SE10663080 Switch: HAC-P-AQGKB HAC-P-AQGKA | メガドライブ版の移植                                                                 |
| 19  | ゲームのかんづめ お徳用                      | 2019年9月19日                                    | メガドライブ ミニ                                            | セガ                 | セガ                  | プリインストール | -                                                                              | 『ゲームのかんづめ お徳用』の中の1タイトルとして、メガドライブ版を収録               |
| 20  | フリッキー                                   | 2020年12月17日                                   | アストロシティミニ                                           | 瑞起                 | セガトイズ セガ(販売) | プリインストール | -                                                                              | アーケード版の移植 本体にあらかじめ収録された36タイトル+おまけ1タイトルのうちの1つ   |
| 21  | ワンダーメガコレクション                     | 2022年10月27日                                   | メガドライブ ミニ2                                           | エムツー             | セガ                  | プリインストール | -                                                                              | 『ワンダーメガコレクション』の中の1タイトルとして、メガCD版の移植                    |
| 22  | セガ メガドライブ for Nintendo Switch Online | 2023年4月19日 2023年4月18日                      | Nintendo Switch                                              | 任天堂 エムツー      | 任天堂                | ダウンロード | -                                                                              | メガドライブ版の移植                                                                 |
| 23  | 龍が如く7外伝 名を消した男                   | 2023年11月9日                                    | PlayStation 4 PlayStation 5 Xbox One Xbox Series X/S Windows | セガ第一CS研究開発部 | セガ                  | BD-ROM ダウンロード | PS4 PLJM-17288 PS5 ELJM-30348                                                  | SG-1000版の移植 ミニゲームとして収録                                                 |
| 24  | 龍が如く8外伝 Pirates in Hawaii              | INT 2025年2月21日                                | PlayStation 4 PlayStation 5 Xbox One Xbox Series X/S Windows | セガ第一CS研究開発部 | セガ                  | BD-ROM ダウンロード | -                                                                              | SG-1000版の移植 ミニゲームとして収録                                                 |

SG-1000版
ゲーム性や音楽･効果音はよく再現されているが、ハード性能の制約上、グラフィックが簡素化されている。たとえば、キャラクターは単色となり、家は床に「FLICKY」と書かれた看板のようなもので表現されている。つっぱりピヨピヨは黒いヒヨコになっており、プレイ中にピヨピヨが横に多数並ぶことでちらつきが起きる場合がある。
画面解像度の都合でステージの床配置が省略されている、敵が通用口ではなく画面上部から出現する、つっぱりピヨピヨが1面から出現する、通常のピヨピヨの動く範囲が広く、つっぱりピヨピヨ差が少ない（床の切れ目から飛び降りるかが異なる）、ボーナスラウンドのピヨピヨが5羽ずつが4回飛んでくる、全40面であるなど、ゲームの仕様に細かい違いがある。本来は横スクロール機能がないSG-1000でスムーズな横スクロールを擬似的に表現している数少ないタイトル。
PC-8001mkII、PC-8801、X1、FM-7、MZ-2200、MZ-2500版
マイクロネットによる移植版、機種によっては、各種慣性を調整や、ステージエディットができる。
MSX版
マイクロネットにより発売。タイトル画面にマイクロネットの表記が追加されている以外は、ほぼSG-1000版と同じ内容。
メガドライブ版、SEGA GENESIS版
日本国内では、メガモデムを介してサービス展開されていたゲーム配信サービス「ゲーム図書館」で配信された。ゲーム内容はグラフィックはアーケード版に忠実だが、タイトルデモやランキング、2人プレイやオプション設定がなく、BGMや効果音がFM音源仕様にアレンジされている。ゲーム内容はアーケード版と同じ全48面で、1周クリアごとにエンディングが流れる点、2周目以降のピヨピヨの配置とボーナスステージの順番が1周目と同じという点、エクステンドの回数が多い点、隠しキャラクターの順番がアーケード版と異なる。
日本国外ではカートリッジのソフトとして販売された。その後、オムニバスソフト『MEGA GAMES 10』に他作品を同時収録され、本体に同梱および単品で販売している。日本版のメガドライブ本体で起動すると操作説明が日本語になる。
メガCD版
ゲーム図書館用に多数作られたゲームを収録したオムニバスソフト『ゲームのかんづめ』の1作としてリリース。メガドライブ版をベースに、BGMがCD音源となり、ランキング（アーケード版とは異なる画面と曲）が追加された。
『ゲームのかんづめ』とは別に、メガドライブ2とメガCD2をベースに一体化したゲーム機「ワンダーメガ」に同梱したオムニバスゲームソフト『ワンダーメガコレクション』にも収録されている。
セガサターン版
アーケード版の移植。これ以降のアーケード版をベースにした移植版では、タイトルデモ、曲を含めて完全移植が達成されている。
ドリームキャスト版
ゲーム図書館版を配信。
メガドライブ プレイTV版
MEGA GAMES 10版（北米版）を収録。
メガドライブミニ版
『ゲームのかんづめ お徳用』（詳細は『ゲームのかんづめ』の項目を参照）を収録し、その中の一作品として含まれている。メガCD版ではなく、メガドライブの「ゲーム図書館」版の移植。
アストロシティミニ版
セガグループの1社であるセガトイズがリリースした「アストロシティミニ」にAC版を収録。「アストロシティミニ」は往年のセガ製汎用アーケードゲーム用筐体「アストロシティ」を外観のモチーフとし、1980年代から1990年代中期のアーケードゲーム36作品（+おまけ1作品）がプリインストールされた「復刻系ゲーム機」である。ちなみに、このゲーム機に収録されている作品群の中ではリリース（稼働開始）年が最も古い。
本体の機能として「どこでもセーブ」（ステートセーブ）などプレイに便利な機能が使える。

## 開発
- 本作開発はセガ第一研究開発部（後のセガ第1AM研究開発部）が行い、ゲーム・デザインは後に『ファンタジーゾーン』（1986年）を手掛けた石井洋児が担当、キャラクター・デザインは後に『忍者プリンセス』（1985年）を手掛けた川崎吉喜が担当している。
- 開発中のタイトルは『フリッピー (FLIPPY)』だったが、アメリカで商標の問題があり、語感で現在のタイトルに変更された[20]。
- 開発当初、フリッキーは電線音頭にあやかる形でスズメという設定にするだった。ところがSG-1000版の説明書に、ピヨピヨの母親であるかのように読める説明文が記載されており、すでに親鳥であるとの紹介が各所で行なわれており、キャラクターデザイナーの川崎吉喜は今更スズメとは言えないと語っている[20]。
- 当時はゲームセンターのイメージが悪く、セガだって可愛いゲームを作れるんだぞという気構えで「死ぬ」や「殺す」といった殺伐な要素を排除している。のちに開発した『三輪サンちゃん』や『忍者プリンセス』も同じコンセプトで開発されている[20]。
- 当時別の作品にかかわっていた川口博史によると、本作の効果音を手掛けたのは川口の先輩に当たる人物であり、本作に搭載されているサウンドチップはVIC-1001に搭載されているものに近いものとされている[1]。川口は独特の効果音に驚かされたと2020年のインタビューの中で振り返っている[1]。

### スタッフ
アーケード版
- プログラム：石川ヒデキ、片木秀一
- ゲーム・デザイン：石井洋児
- キャラクター・デザイン：川崎吉喜
- セキュリティー：片木秀一

メガドライブ版
- ディレクター：K.FUZZY（藤井一馬）
- デザイナー：YUMI
- プログラム：O.SAMU（堀修）
- サウンド・デザイン：T'S MUSIC
- スペシャル・サンクス：LEE（李浩康）、BO（上保徳彦）、アーケードフリッキースタッフ、テストプレイヤー

## 評価
アーケード版
- ゲーメストムック『ザ・ベストゲーム2』（1998年）においてライターの京城は、救出したピヨピヨが主人公の後ろにぞろぞろと付いてくる事に関して「とてもほほえましい」とキャラクター造形に関して肯定的に評価した[2]。また本作の特徴を「軽快な音楽とパステル調のグラフィックが印象深い」と述べた上で、「スピード感あふれるセガのアクションゲームの代表作のひとつ」と称賛した[2]。その他、本作の左右に繋がっているスクロール方式が後に同社の『テディーボーイ・ブルース』（1985年）に継承されていると主張した[2]。

- ゲーム本『甦る 20世紀アーケードゲーム大全 Vol.1 アイデア満載! ユニークゲーム編』では、パステルカラーが使用されているグラフィックが本作の特徴であると主張し、稼働当時にゲームセンター内でも目立つ作品であった事を指摘した[27]。また敵キャラクターの造形も愛らしいとして「女性人気も高いゲーム」であったと称賛した[27]。その他、本作の敵味方それぞれのキャラクターすべてに名前が付けられている事から後のキャラクター展開も視野に入れられていた可能性を指摘した[27]。